# Lucida Grande
Lucida Grande — гуманистическая гарнитура без засечек, которая является частью семейства Lucida, разработанного Чарльзом Бигелоу вместе с Крис Холмс, а также очень похожей на Lucida Sans, Lucida Sans Unicode.
Три начертания Lucida Grande — обычное, полужирное, жирное, в трёх разновидностях — прямой, курсивный и наклонный, были разработаны дизайнерами из Bigelow & Holmes. Apple, в свою очередь, выпустила обычное прямое, а также полужирное прямое начертания.
Свою популярность семейство получило благодаря тому, что использовалось в пользовательском интерфейсе macOS с 1999 по 2014 год, а также в другом программном обеспечении от Apple, таком как Safari для Windows. Начиная с OS X Yosemite, системная Lucida Grande была заменена на Helvetica Neue. В OS X El Capitan системная Helvetica Neue была заменена, однако на этот раз на San Francisco.

## Использование
Помимо релизов macOS до OS X Yosemite, многие веб-сайты, блоги используют Lucida Grande в качестве семейства по умолчанию для основного текста, например, phpBB. Поскольку гарнитура обычно отсутствует в большинстве других операционных систем, таких как Windows и Linux, она зачастую заменяется на другие варианты без засечек, такие как Тахома, Вердана, Trebuchet MS, Segoe UI, Calibri, DejaVu Sans, Ариал, Open Sans или даже Lucida Sans Unicode, если Lucida Grande недоступна для рендеринга.
После появления OS X Yosemite, в которой Lucida Grande более не используется в качестве системного начертания по умолчанию, несколько разработчиков создали служебные программы, чтобы вернуть Lucida Grande в качестве системного начертания по умолчанию.
Хотя в первую очередь гарнитура была разработана для отображения на дисплеях, Lucida Grande/Sans также часто используются для осуществления печати, по крайней мере, частично из-за повсеместного распространения платформы Mac в настольных издательских системах профессионального уровня.